# Operación Jaque (miniserie)
Operación Jaque es una miniserie colombiana, producida  por Paraíso Pictures y Pentagrama Films para Caracol Televisión y Televisión Española en 2010. Narra algunos de los pormenores del secuestro de Íngrid Betancourt, la gestación de la operación militar homónima del ejército colombiano y la escena histórica del rescate de 15 secuestrados.  
Esta protagonizada por Marcela Mar, Luis Fernando Montoya, Cristina Campuzano y Luis Fernando Munera. se estrenó el 20 de julio de 2010. 
La miniserie de dos episodios fue grabada ciento por ciento en alta definición y casi todas sus escenas en exteriores de las selvas colombianas. La dirección y los guiones estuvieron a cargo de las españolas Silvia Quer y Helena Medina respectivamente mientras que el reparto y el resto del equipo técnico son colombianos en su mayoría.

## Sinopsis
La miniserie está libremente inspirada en el secuestro y liberación de Íngrid Betancourt, candidata a la Presidencia de Colombia, quien fue secuestrada en compañía de su amiga y jefa de campaña Clara Rojas por las FARC en el 2002 cuando hacia proselitismo político. Siguen seis años infernales, presas de las guerrillas en medio de la jungla. Es en ese tiempo que Ingrid vive la tribulación de estar alejada de sus hijos y bajo el miedo constante a ser asesinada, mientras Clara queda en embarazo y da a luz un niño (Ver Operación Emmanuel), pero la amistad entre ambas mujeres se enfrían. Ingrid en medio de esa situación encuentra el amor con otro secuestrado, el senador Luís Eladio Pérez. En 2008 es rescatada por el Ejército de Colombia junto a otros 14 compañeros de cautiverio, en una operación de amplia repercusión mediática en el mundo. 

## Reparto

### Personajes principales
- Marcela Mar - Íngrid Betancourt
- Luis Fernando Montoya - Luis Eladio Pérez
- Cristina Campuzano - Clara Rojas

### Personajes secundarios
- Luis Fernando Munera - General Santiago
- Julián Arango - Gafas
- Luis Fernando Bohórquez - Ricardo
- Roberto Cano - Oficial #1
- Kenny Delgado - Álvaro Uribe
- María Eugenia Penagos
- Patricio Wood - Juan Manuel Santos
- Manuel Gómez- "Comandante Alias Cesar
- Ana María Sánchez
- Didier Van den Hove - Keith Stanssel
- Andre Bauth - Marc Gonsalves
- Nicolás Montero - Juan Carlos Lecompte
- Andrés Parra - "El Profesor"
- Edgardo Román - Mono Jojoy
- Alex Rodriguez - Oficial Inteligencia

## Producción

### Dirección
- Sílvia Quer - Director

### Guion
- Helena Medina - Guionista

### Producción
- David Cotarelo - Productor Ejecutivo
- Santiago Días - Productor Ejecutivo
- Isaac Lee - Productor Ejecutivo
- Juan Rendón - Productor Ejecutivo
- José Ibáñez - Productor Ejecutivo
- Víctor Ibáñez - Productor Ejecutivo

## Premios y nominaciones

### Premios Emmy
La miniserie recibió una nominación a los Premios Emmy Internacional del 2011 en la categoría de mejor miniserie , siendo la primera para la televisión de Colombia.

### Premios Tvynovelas de Colombia
- Mejor Actriz De Reparto De Serie : Cristina Campuzano : Nominada

### Premios India Catalina
- Mejor Actor Protagónico De Serie: Luis Fernando Montoya: Ganador
- Mejor Actriz Protagónica De Serie: Marcela Mar: Nominada
- Mejor Serie O Miniserie: Nominada
- Mejor dirección de serie o miniserie: Silvia Quer: Nominada
- Mejor libreto original de serie o miniserie: Helena Medina: Nominada
- Mejor edición de novela o serie: Nominada
- Mejor arte y fotografía de novela o serie: Nominada

### Festival francés FIPA
FIPA de Plata en la categoría de Series de Ficción.

### Zoom Festival
Mejor miniserie.